# パレ・ミッケルボルグ

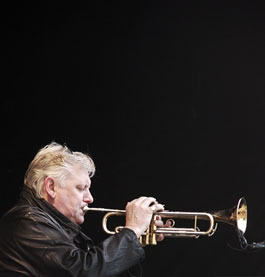
パレ・ミッケルボルグ: デンマークのオーフスで演奏

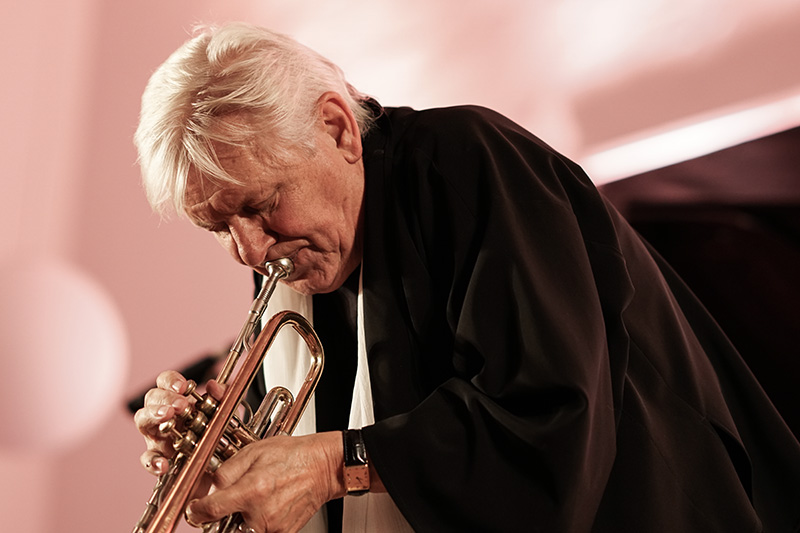
パレ・ミッケルボルグ（2017年）

パレ・ミッケルボルグ（Palle Mikkelborg、1941年3月6日 - ）は、デンマークのジャズ・トランペッター、作曲家、アレンジャー、音楽プロデューサーである。1960年にプロとして演奏を始め、それ以来、デンマークだけでなく国際的なプログレッシブ・ジャズ・シーンで存在感のある人物となっている。彼はいくつかのソロ・レコードをリリースし、様々な共同で結成したグループでレコーディングしたほか、数多くの国際的なレコードにサイドマンやアレンジャーとして参加している。注目すべき国際的なコラボレーションには、ギル・エヴァンス・ビッグ・バンド、ジョージ・ラッセル・ビッグ・バンド、ゲイリー・ピーコック、ヤン・ガルバレク、マイルス・デイヴィスの作品への参加があり、1985年（1989年リリース）のレコード『オーラ』では作曲およびプロデュースを担当した。2001年には、北欧評議会音楽賞を受賞している。

## ディスコグラフィ

### リーダー・アルバム
- The Mysterious Corona (1967年、Debut)
- Anything but Grey (1992年、Columbia)
- Futopia (1993年、Columbia)
- Song Tread LIghtly (2000年)
- 『ザ・ヴォイス・オブ・サイレンス』 - The Voice of Silence: Homage to the Louisiana Museum of Modern Art (2013年、Stunt)

### 参加アルバム
マイルス・デイヴィス
- 『オーラ』 - Aura (1989年、Columbia)

デクスター・ゴードン
- More Than You Know (1975年、SteepleChase)

ジョルジュ・グルンツ
- 『ストレート・ノー・チェイサー』 - GG-CJB (1979年)
- Theatre (1983年、ECM)

ゲイリー・ピーコック
- Guamba (1987年、ECM)

テリエ・リピダル
- 『ウェィヴズ』 - Waves (1978年、ECM)
- 『ミステリー・マン』 - Descendre (1979年、ECM)
- 『空へ』 - Skywards (1995年、ECM)
- Lux Aeterna (2000年、ECM)
- Vossabrygg (2003年、ECM)

ディノ・サルーシ
- Once Upon a Time - Far Away in the South (1985年、ECM)

エドワード・ヴェサラ
- 『スター・フライト』 - Satu (1977年、ECM)

トーマス・クラウセン
- Even Closer (2011年、ARTS)

ヤコブ・ブロ
- Returnings (2018年、ECM)